# Демидов, Иван Алексеевич (игрок в покер)
Ива́н Алексе́евич Деми́дов (род. 27 июня 1981, Москва) — профессиональный игрок в покер. Известен под псевдонимом «Soul» со времён своей киберспортивной карьеры.
В 2008 году стал первым игроком, в один год попавшим за финальные столы главных турниров Мировой серии покера в Лас-Вегасе (WSOP) и Лондоне (WSOPE). В финале WSOP Soul уступил только датчанину Питеру Истгейту и занял второе место, заработав $ 5 809 595.
Член команды сайта «PokerStars» в 2009—2016 гг.

## Биография
Родился 27 июня 1981 года в Москве.
Учился на механико-математическом факультете МГУ. До того, как начал играть в покер, играл на профессиональном уровне в StarCraft, Age of Empires и WarCraft 3. В киберспортивных кругах известен как (orky)Soul. Orky является названием компьютерного клуба и вследствие этого первой командой игрока. На закате своей киберспортивной карьеры выступал за один из старейших и наиболее знаменитых европейских киберспортивных клубов — Schroet Kommando (SK).
Наиболее значительные достижения:

### Warcraft 3
- WCG Russia, Warcraft 3 RoC — 3-е место, 2003 год.
- AMD PG Challenge, Warcraft 3 — 1-е место, 2003 год.
- WCG Russia, Warcraft 3 TFT — 2-е место, 2004 год.

### Age of Empires II
- WCG Russia, Age of Empires II: The Conquerors — 1 место, 2003 год.

В покер попал случайно. Один из его европейских друзей, выиграв крупный турнир по покеру, уговорил Демидова зарегистрироваться в покерном руме и перевёл ему на счёт 50 долларов. Первые полгода с ника Демидова играли его друзья. В профессиональный покер попал благодаря Сергею Рыбаченко, с которым он заключил контракт. По этому контракту Сергей Рыбаченко брал на себя все расходы по участию Ивана Демидова в турнирах, но в случае выигрыша, Демидов отдавал бы ему 80 % от выигрыша.
В 2008 году Демидов принял участие в Главном турнире мировой серии по покеру со вступительным взносом $10 тыс. Обошёл поле из 6844 участников и добрался до финального стола, где  стал одним из главных фаворитов. В результате Демидов уступил только датчанину Питеру Истгейту. За второе место получил $5 809 595.
27 июня 2009 года под эгидой PokerStars в онлайн матч-реванше Истгейт против Демидова россиянин взял реванш за проигранный им хедз-ап в финале WSOP 2008.

### Достижения и награды
- European Poker Awards (2008): победитель в номинации «Новичок года» («Rookie of the Year»)[5]
- входит[источник не указан 968 дней] в список 200 лучших турнирных игроков в истории покера (по данным Hendon Mob Poker Database)[6]
- Russian Poker Awards (2009) победитель в номинациях : «Игрок года», «Лучший игрок международных турниров», «Выбор PokerStars.net»[7].
- стал первым в истории покера игроком, в один год попавшим за финальные столы двух главных турниров Мировой серии покера в Европе (WSOPE) и Америке (WSOP)[8]